# Air Officer Commanding
Air Officer Commanding (AOC) é um título dado nas forças aéreas das nações da Commonwealth (e algumas outras) a um oficial do ar que tem um posto de comando. Assim, um vice-marechal do ar pode ser um AOC 38 Group. O termo equivalente para oficiais do Exército é General Officer Commanding (GOC), de onde o termo da força aérea foi derivado.